# Église Notre-Dame de Nuremberg
Pour les articles homonymes, voir Église Notre-Dame et Frauenkirche.
L'église Notre-Dame de Nuremberg (allemand : Frauenkirche) est une église de la ville de Nuremberg qui se trouve sur la place du marché (Hauptmarkt), en face de la Belle Fontaine. Elle est affectée au culte catholique. C'est l'église paroissiale de la ville de Nuremberg.
Elle a été construite sur l'impulsion de l'Empereur Charles IV à l'époque de la famille Parler entre 1352 et 1362 et consacrée en 1358. C'est une église-halle avec trois fois trois travées. Un vestibule est accolé à la face ouest, du côté du marché. À l'est, la nef s'achève par un chœur à deux travées. Le fronton ouest comporte un tabernacle extérieur d'Adam Kraft de 1509 pour une horloge astronomique appelée Männleinlaufen et qui est encore en service. De nombreuses sculptures de grande qualité, bien que fortement restaurées, datent de l'époque de l'édification autour de 1360.

## Histoire

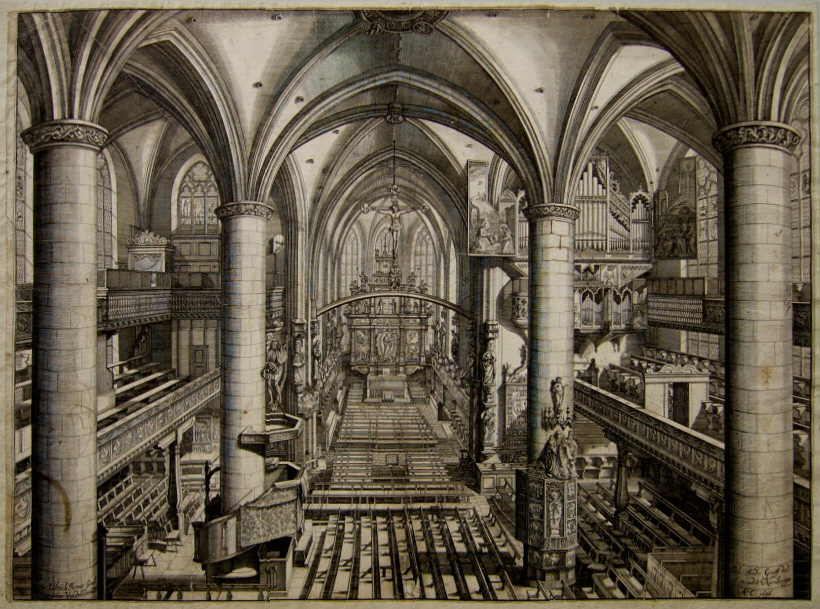
Intérieur de Notre-Dame, taille-douce de 1696

L'église a été construite sur les ruines de la synagogue juive détruite lors du pogrom de 1349. Elle a été commanditée par l'empereur du Saint-Empire romain germanique Charles IV. On pense que l'architecte chargé de la conception est Peter Parler, le maître d'œuvre de la cathédrale Saint-Guy de Prague, sans toutefois qu'il n'y en ait de preuve.
Les autels de l'entrée du chœur ont été consacrés en 1358. Le bâtiment n'a pas été achevé avant la décennie 1360. La chapelle a par la suite servi de chapelle de cour impériale et de lieu de réunion de la noblesse de la  société chevaleresque des Fürspänger (de). En 1361, le successeur au trône impérial Venceslas de Luxembourg est baptisé dans l'église Saint-Sébald voisine ; à cette occasion, les insignes du pouvoir impérial sont présentés dans l'environnement du chœur de Saint-Michel. Cependant, la terrasse devant la façade ouest de la Frauenkirche n'est pas adaptée à la présentation usuelle des insignes impériaux, mais plutôt à la présentation des volumineuses et précieuses reliques que Charles IV, entre autres, a rassemblées. Le programme plastique inhabituel du portail et des clés de voûte fait référence au baptême de Wenzel, le successeur à la couronne.
En 1442 et 1443, Heinrich Traxdorf de Mayence construit « un moyen orgue et un petit ». En 1466, la sacristie brûle, elle est reconstruite en 1487. Dans les années 1506-1508, Adam Kraft crée un nouveau pignon ouest.
L'église est rénovée entre 1810 et 1816 sous la direction de Lorenz Rotermundt dans le cadre d'une réaffectation en tant qu'église paroissiale catholique. Entre 1946 et 1953, les dégâts infligés  à la fin de la Seconde Guerre mondiale sont effacés : seuls les murs de la longue nef et de la façade étaient restés debout. En 1989-1991, on répare l'édifice, et à cette occasion on place une étoile de David avec l'année « 1349 » dans le sol du chœur en souvenir du pogrom contre le quartier juif de la place du marché en 1349. Depuis 2003, la façade ouest est assainie.

## Aménagement intérieur

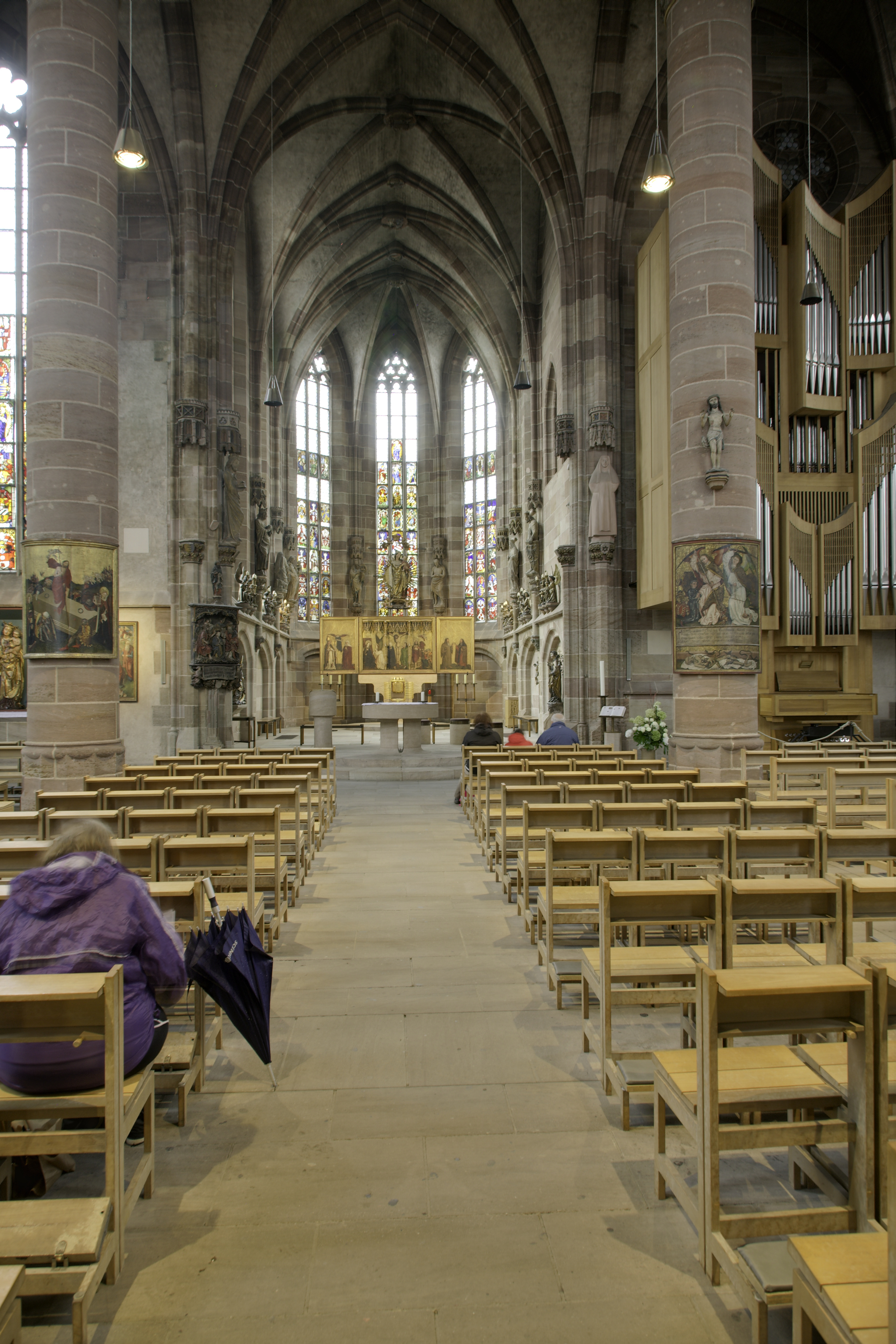
Vue intérieure de l'église

À l'intérieur de la Frauenkirche, de nombreuses œuvres d'art datant du Moyen Âge ont passé les époques. Un certain nombre d'entre elles n'y ont toutefois été placées qu'au XIXe siècle, car auparavant l'église avait été utilisée pendant des siècles pour le culte protestant. Ainsi, l'autel (de) de la famille Tucher datant d'environ 1440-1450 provient de l'église des Augustins démolie, tout comme l'épitaphe sur grès de la famille Peringsdörff d'Adam Kraft datant de 1498.
Datant de l'époque médiévale et à l'origine dans la Frauenkirche, on compte :
- un cycle de sculptures en pierre datant de 1360 dans le chœur, dont le culte des rois, saint Wenzel, un Christ de douleur ;
- un angle de l'Annonciation et un ange chandelier de l'entourage de Veit Stoss du début du XVIe siècle ;
- des restes du premier maître-autel autour de 1400 : les panneaux peints sont de nos jours au musée germanique de Nuremberg et au musée Städel de Francfort-sur-le-Main, les figurines sont entre autres à la galerie nationale de Prague ;
- des fragments du successeur du maître-autel, appelé Welserretabel, des débuts du XVIe siècle : des parties des ailes sont au musée germanique ;
- les célèbres figurines d'apôtres de Nuremberg (de) autour de 1400, de nos jours au musée germanique et à l'église Saint-Jacques ;
- un rosaire sur panneau de l'environnement de Veit Stoss, également de nos jours au musée germanique.

## Orgue
L'histoire d'un des orgues de cette église remonte à 1442.
L'orgue moderne de la Frauenkirche a été construit en 1988 par les facteurs Johannes Klais de Bonn. L'instrument a 42 registres sur son sommier, parmi lesquels 20 proviennent de l'orgue précédent de 1958, de la même entreprise Klais. Les tractions mécaniques du jeu sont mécaniques, celles des registres sont électriques.

## Männleinlaufen

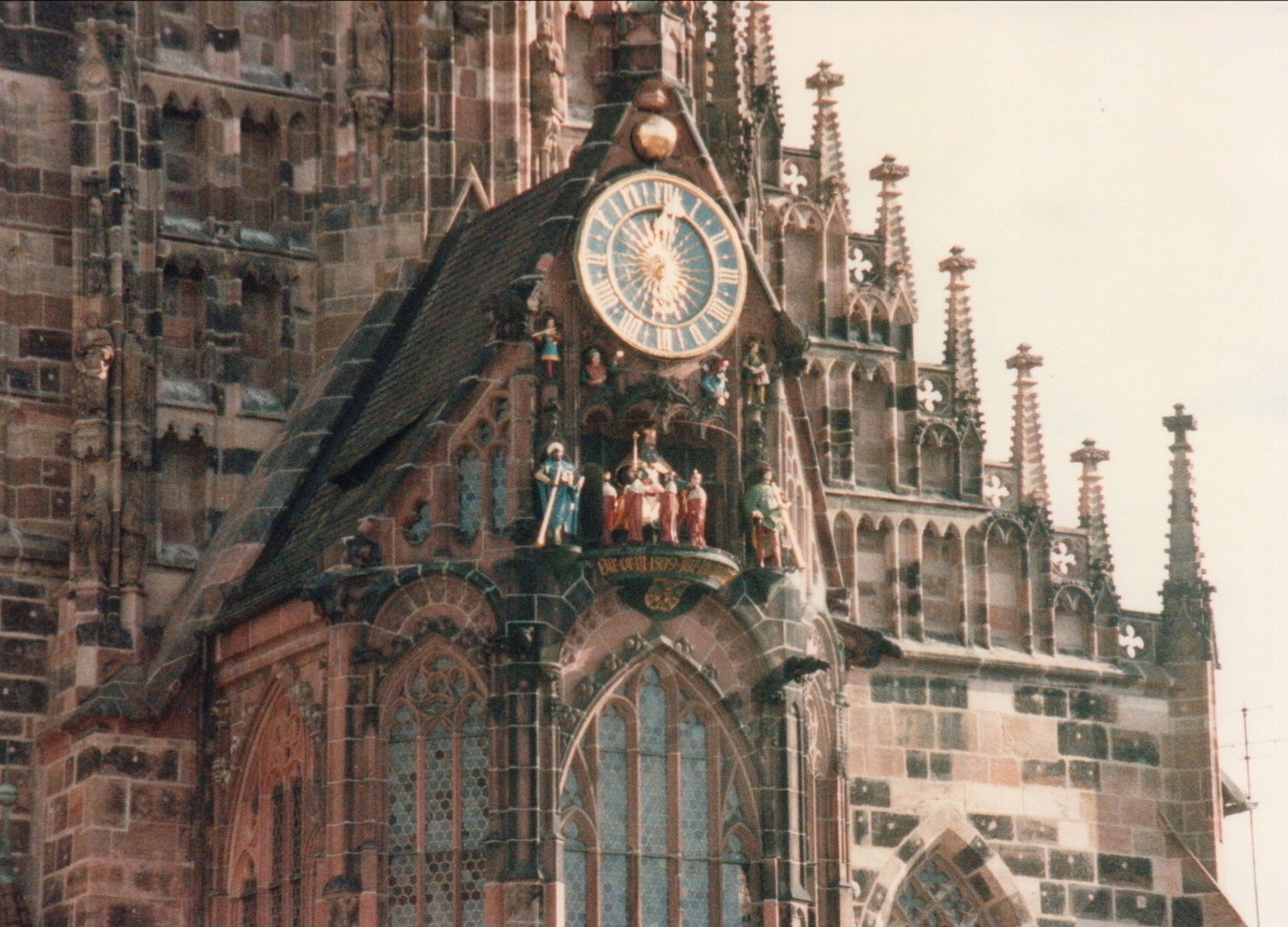
Männleinlaufen (photo)

L'horloge astronomique a été mise en place par l'Empereur Charles IV en mémoire de la Bulle d'or. L'empereur et les princes-électeurs devaient être représentés artistiquement au-dessus du portail dans une horloge. L'horloger Jörg Heuss et Sebastian Lindenast l'ancien achèvent l'horloge dans les années 1506-1509. Le mécanisme a été construit par von Heuss, tandis que Lindenast s'occupait des figures montées sur cuivre.
Pendant la Seconde guerre mondiale, l'horloge est mise en magasin dans le bunker d'art de Nuremberg (de).
Le déroulement est le suivant : à midi pile, une porte de l'horloge s'ouvre. Un héraut apparaît, il ouvre la représentation avec une clochette, puis ouvre et ferme la bouche. Peu de temps après, dans une autre fenêtre, un garde donne la mesure avec son bâton. Suivent deux joueurs de trombone, un joueur de flûte, et un tambour qui jouent silencieusement. Ensuite viennent les sept princes-électeurs avec les insignes impériaux, ils s'inclinent et tournent trois fois autour de l'Empereur, qui salue avec son sceptre. Dans des petites tours en fer forgé, deux hommes en costume folklorique turc frappent une cloche à tour de rôle. Après que la cloche a compté les heures, l'ensemble de la procession disparaît à nouveau dans l'horloge.
À l'origine, les princes-électeurs se découvraient de leurs coiffes en hermine devant l'Empereur. La rouille a toutefois endommagé l'horloge et les personnages au fil des siècles. Les figures de remplacement en bois sont bien plus rigides et ne peuvent plus enlever leurs coiffes.
Sur le cadran des chiffres, une sphère lunaire bleue et or montre les phases de la Lune.

## Registre paroissial
Hans Stromer et Wilhelm Ebner ont chargé le peintre Albrecht Glockendon de réaliser une miniature pour un registre paroissial. Celle-ci a été achevée en 1518.

## Galerie

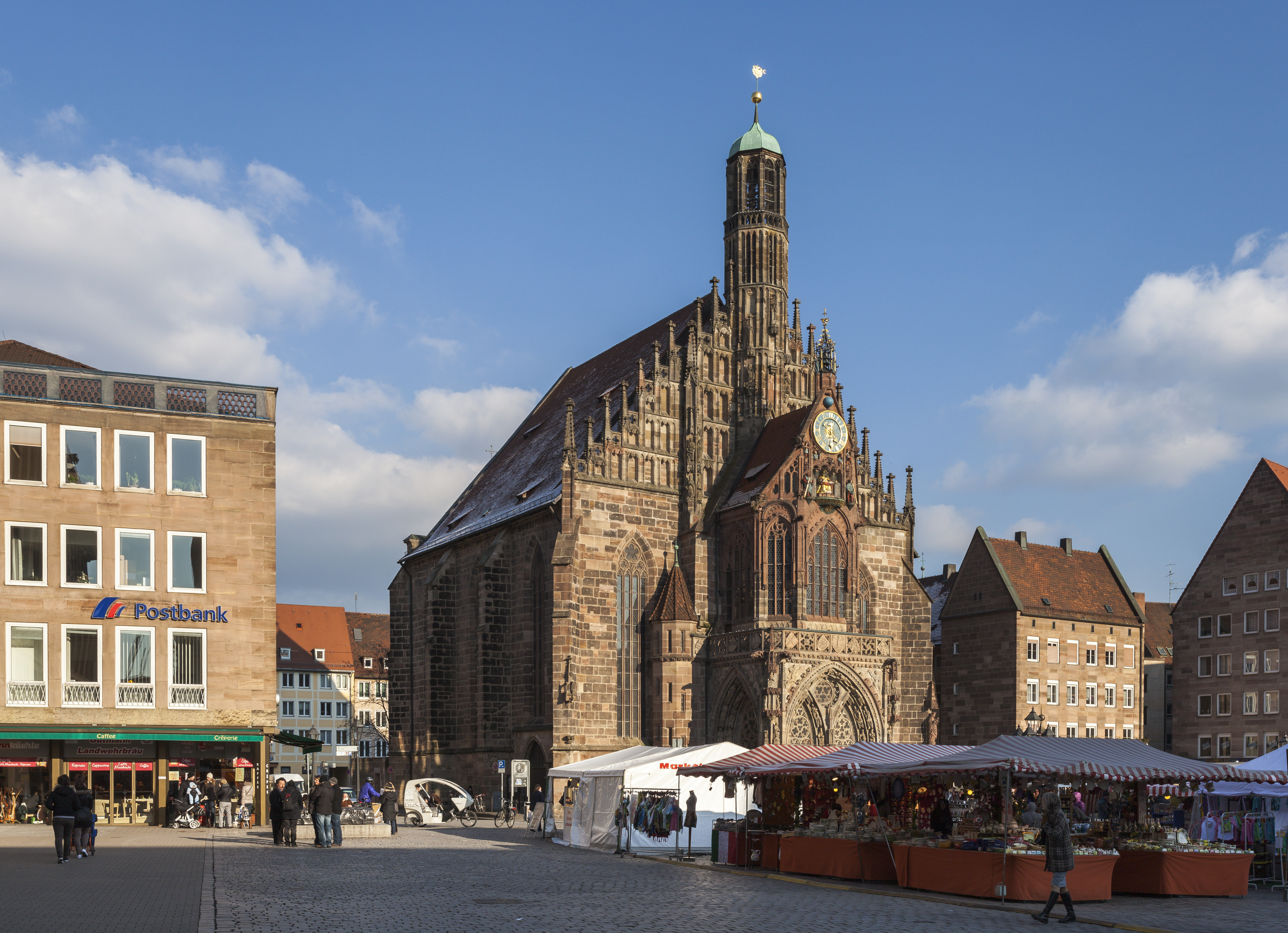
Vue de l'extérieur
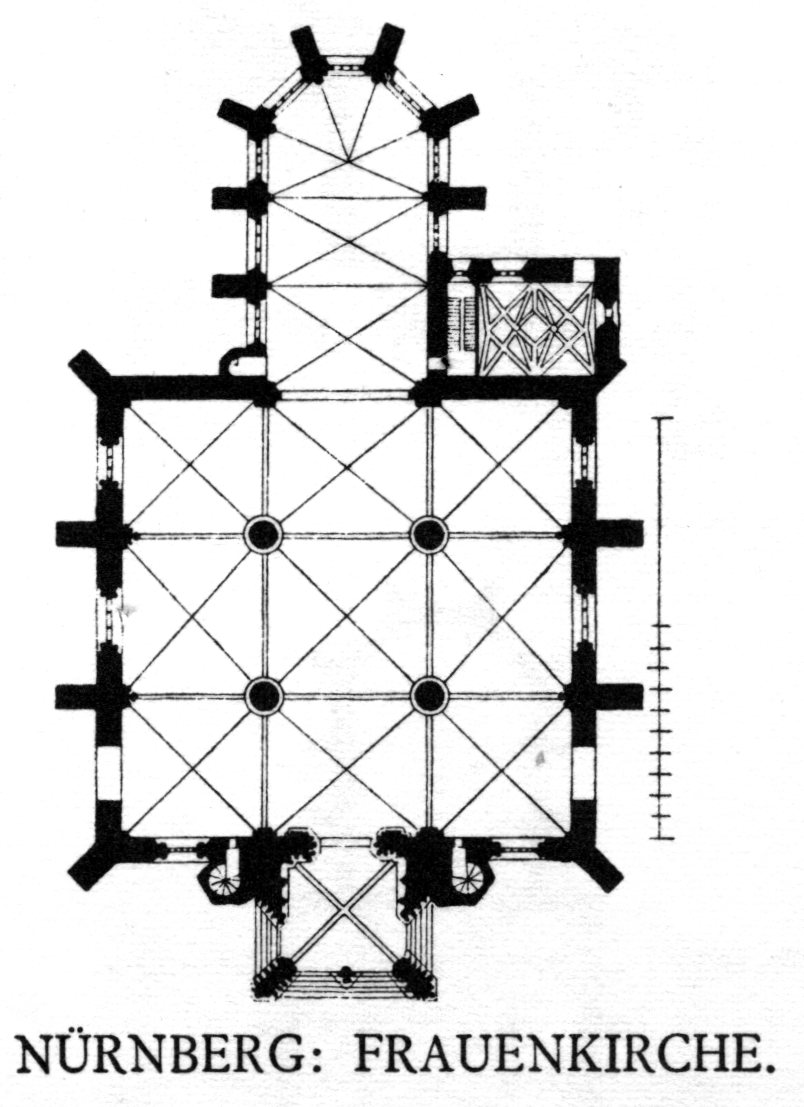
Plan
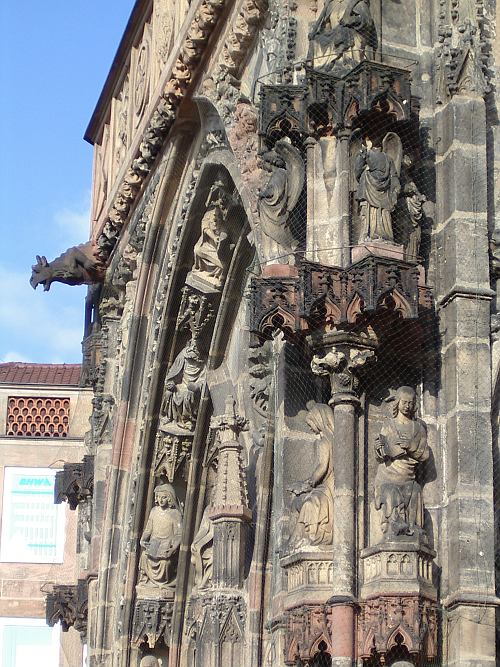
Portail ouest, archivolte avec sculptures
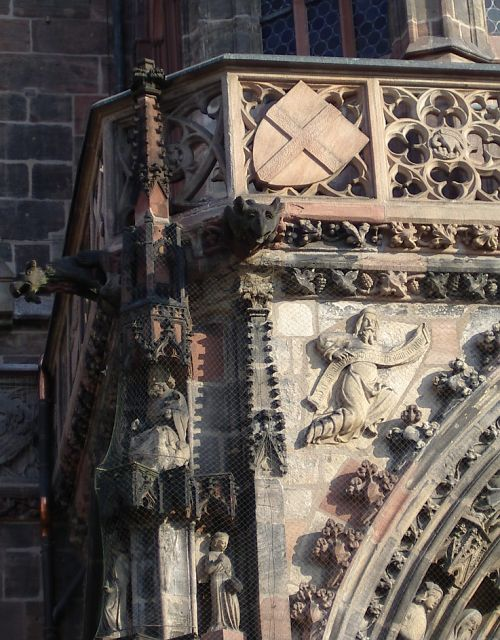
Portail ouest, écoinçon nord, avec prophète et gargouilles
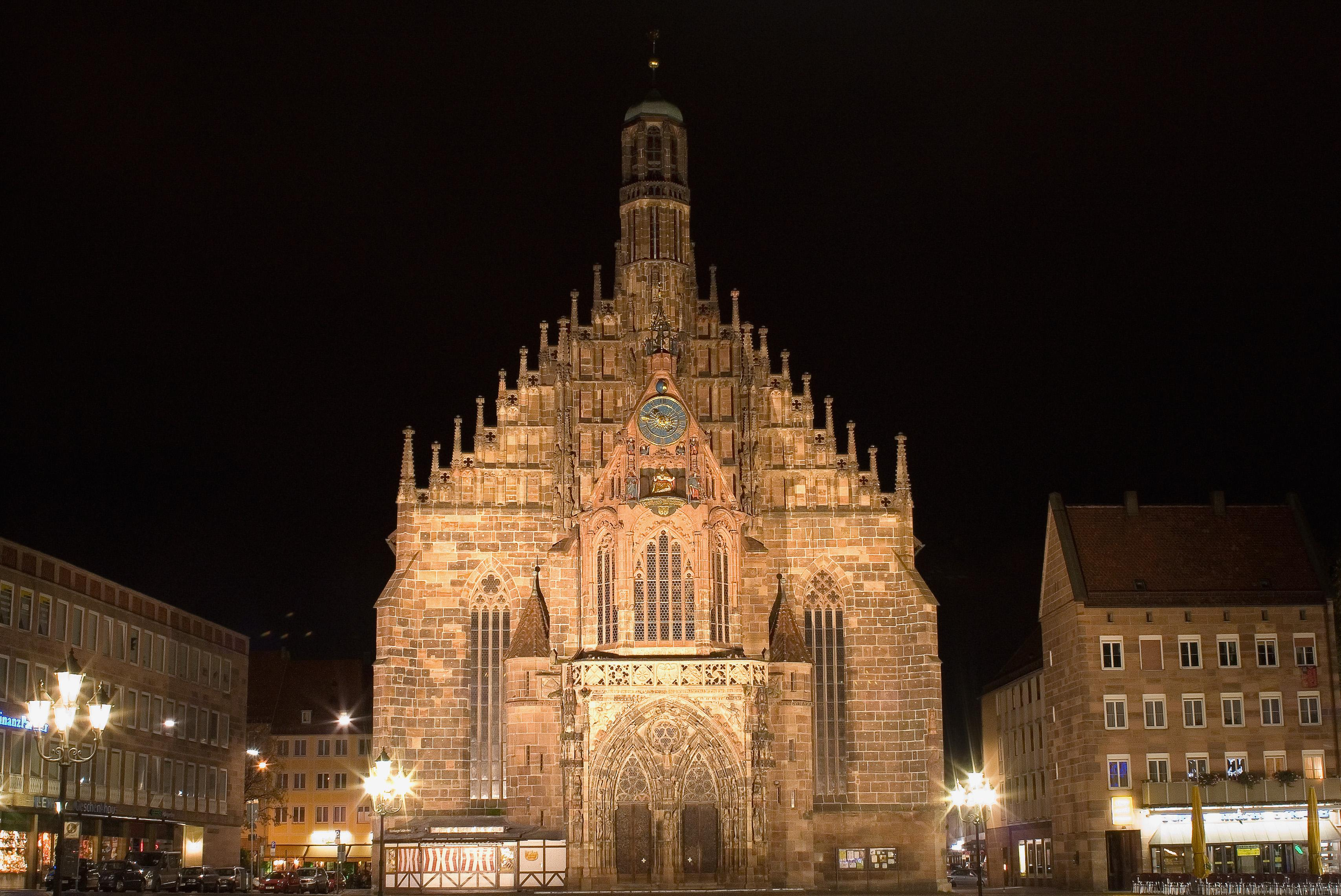
La Frauenkirche de nuit
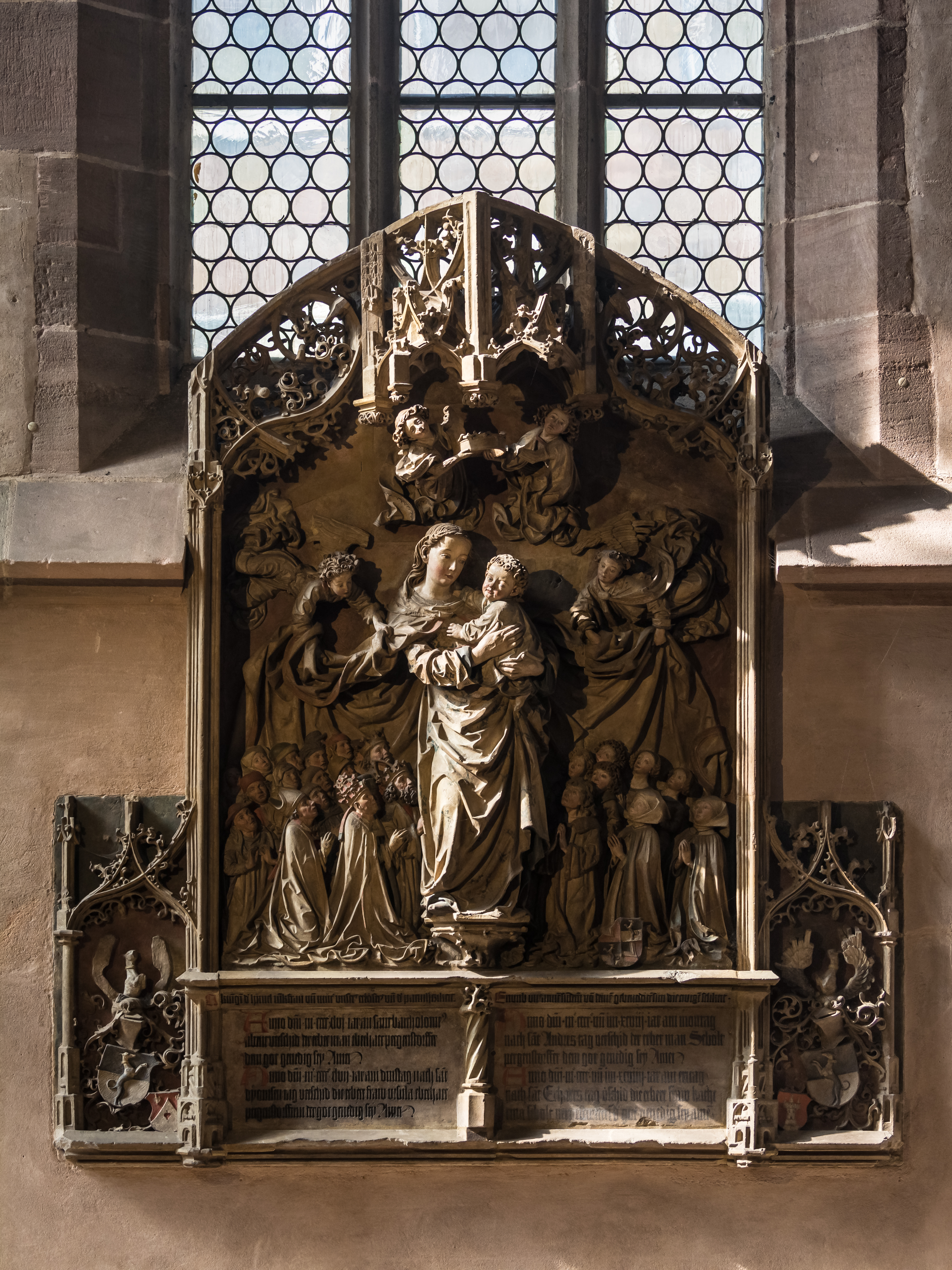
Épitaphe de la famille Pergenstorff
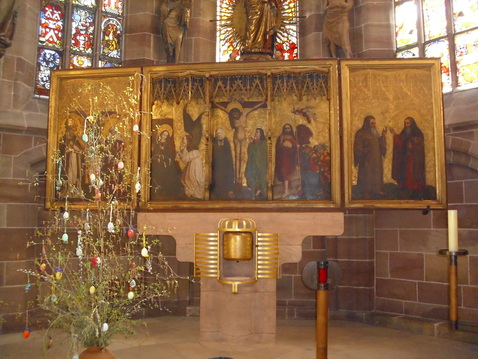
Autel de la famille Tucher
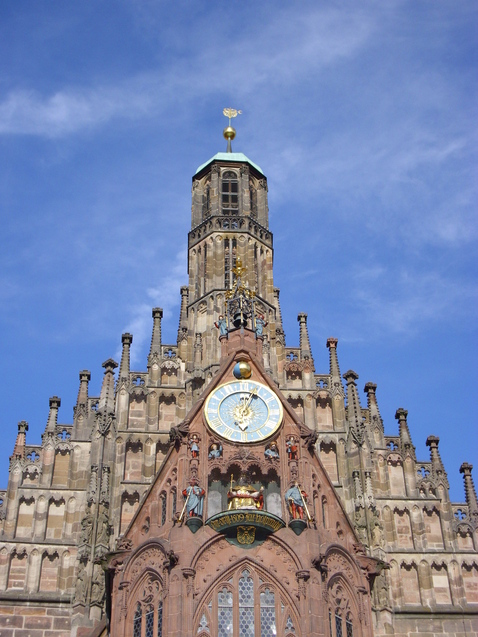
Façade ouest
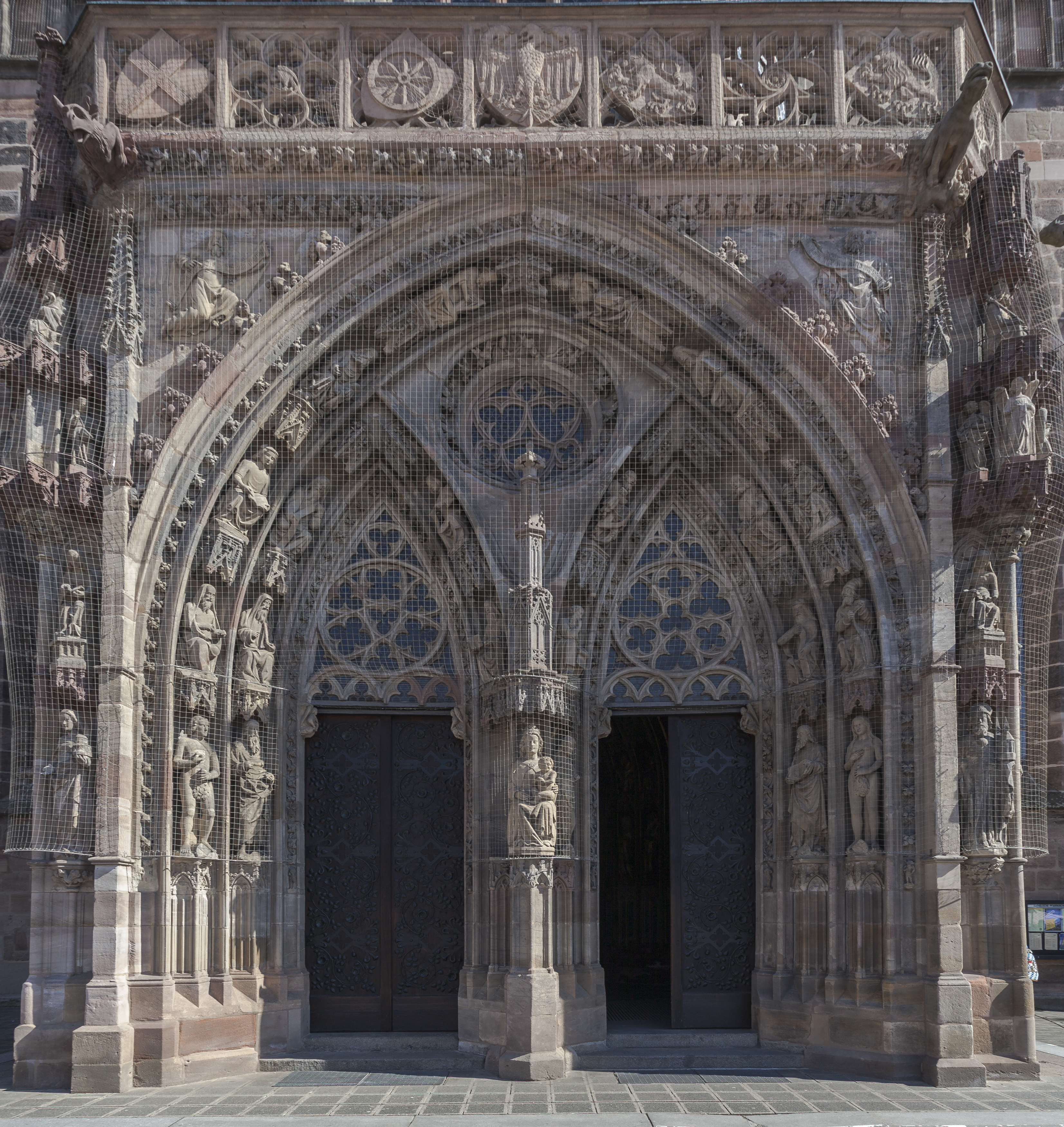
Portail principal
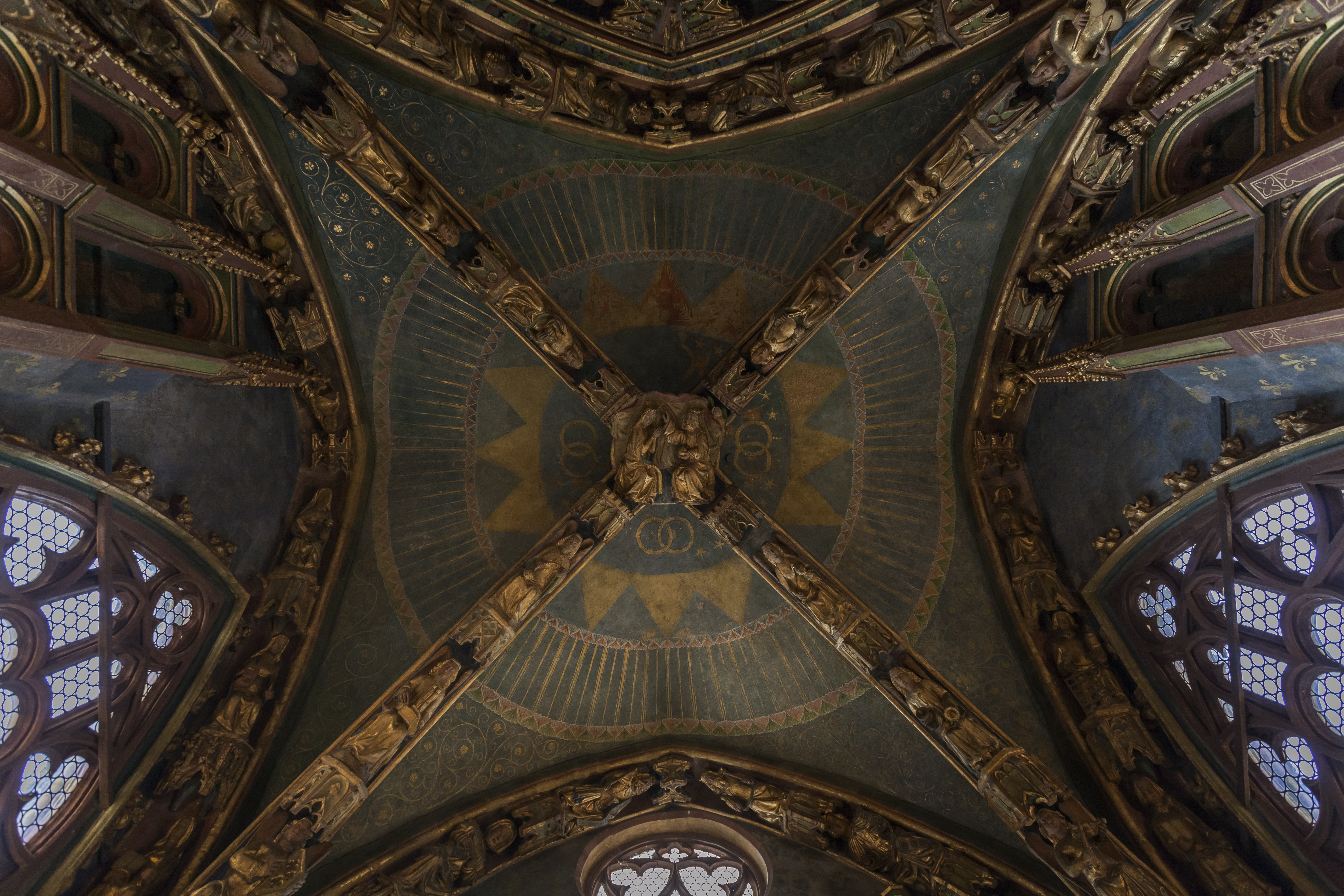
Toit du vestibule
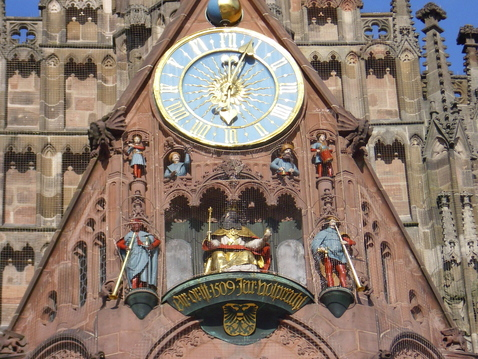
Horloge sur le portail principal
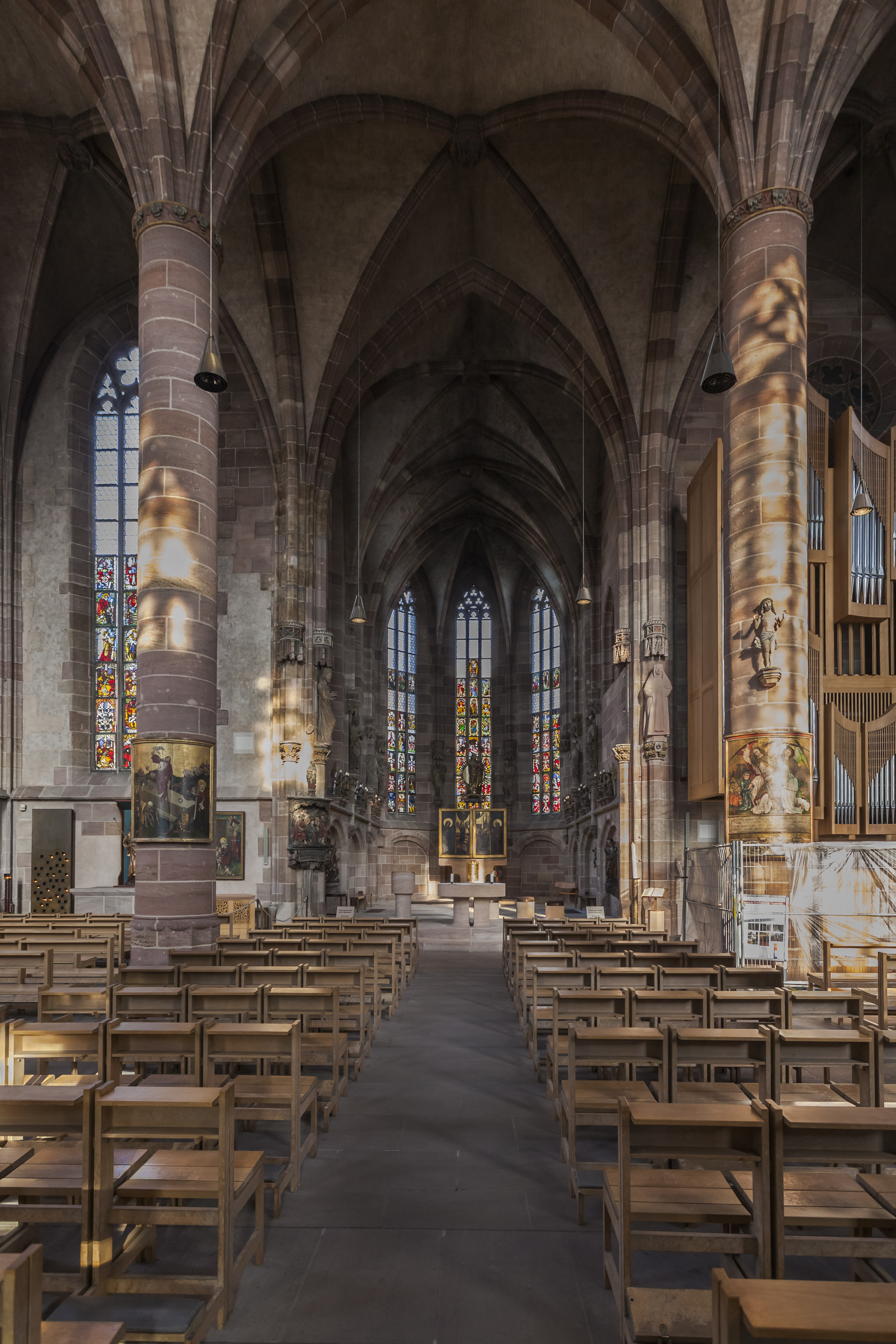
Vue intérieure

### Crédits de traduction
- (de) Cet article est partiellement ou en totalité issu de l’article de Wikipédia en allemand intitulé « Frauenkirche (Nürnberg) » (voir la liste des auteurs).